# Af banen (film fra 2005)
 For alternative betydninger, se Af banen. (Se også artikler, som begynder med Af banen)
Af banen er en dansk komedie fra 2005 instrueret af Martin Hagbjerg

## Handlingen
Torben (Lars Bom) er arbejdsløs og ikke helt på bølgelængde med sin 13-årige søn David (Niklas Ingemann). En dag får han chancen for at springe til som træner for sønnens fodboldhold, der ligger håbløst placeret i ligaen.

## Medvirkende
- Lars Bom
- Camilla Bendix
- Kristian Halken
- Bjarne Henriksen
- Nicolas Bro
- Claus Bue
- Niklas Ingemann
- Kim Sønderholm
- Jonas Sebastian Nielsen
- Şaban Özdoğan